# مزققة ببغائية
مزققة ببغائية (الاسم العلمي:Ascobolus psittacinus) هي نوع من الفطريات تتبع جنس المزققة من الفصيلة المزققية.